# حسن یکم ادریسی
حجام‌حسن بن محمد بن قاسم بن ادریس دوم، دهمین سلطان مراکش از دودمان ادریسی بود. او پس از هشت سال حکومت خلیفه فاطمی، عبیدالله مهدی از سال ۹۱۷ تا سال ۹۲۵، دوباره حکومت ادریسیان را احیا کرد و به‌مدت دو سال، دوباره ادریسیان به حاکمیت وی بر مراکش حکومت کردند. حکومت او در سال ۹۲۷ توسط عبیدالله مهدی سرنگون شد و فاطمیان برای ده سال دیگر (از ۹۲۷ تا ۹۳۷) دوباره بر مراکش چیره‌گشتند. حسن یکم در سال ۹۴۴ درگذشت.